# Pyrenula howeana
Pyrenula howeana är en lavart som beskrevs av Aptroot. Pyrenula howeana ingår i släktet Pyrenula och familjen Pyrenulaceae.   Inga underarter finns listade i Catalogue of Life.